# 胡利奥·安吉塔
胡利奥·安吉塔·冈萨雷斯（1941年11月21日—2020年5月16日）是西班牙的一个左翼政治家，1988年至1998年担任西班牙共产党总书记。

## 生平
胡利奥·安吉塔于1941年11月21日出生在马拉加省的丰希罗拉镇的一个军人家庭。在青年时代他并未随父从军，而是选择学习深造，后来毕业于巴塞罗那大学。1972年，他正式加入当时仍处于非法地位的西班牙共产党，并于1977年成为安达卢西亚共产党中央委员会委员。

### 担任科尔多瓦市长
1979年4月，他以西班牙共产党候选人身份参与科尔多瓦市政选举，并以明显优势当选市长，成为科尔多瓦历史上的第一位共产党市长。
在1983年的科尔多瓦市政选举中，他以绝大优势连任市长。1984年，科尔多瓦主教座堂被联合国教科文组织列为世界文化遗产。在此期间，他被冠以“红色哈里发”的绰号。在任期间，他致力于解决失业问题，以及寻求可持续的城市发展模式。然而由于他与前西班牙国家铁路公司的意见冲突，科尔多瓦新火车站的建设被拖后了近十年。1986年初，他辞去了市长职务，并不再参加下一次选举。

### 领导西班牙共产党和联合左翼
自20世纪80年代以来，西班牙共产党内部矛盾明显，分为了以卡里略为首的“欧共派”，主张继续追随苏共的“亲苏派”，以及主张进一步向自由化方向发展的“欧共革新派”。1982年西班牙共产党在议会选举中失利，党内派别斗争激化。在此情况下，西共在1986年大选前与加泰罗尼亚统一社会党、共和左翼和西班牙人民共产党等谈判，建立了联合左翼政党联盟，提出了共同的竞选纲领和统一候选人。在1986年的安达卢西亚议会选举中，联合左翼赢得了18％的选票和19个席位，获得大胜。
1988年2月，胡利奥·安吉塔当选西班牙共产党总书记。次年，他被选为联合左翼的总协调员。联合左翼在1989年的西班牙大选中获得了众议院的席位。
由于心血管疾病的困扰，他在1999年卸任总书记一职，由弗朗西斯科·弗鲁托斯接任。

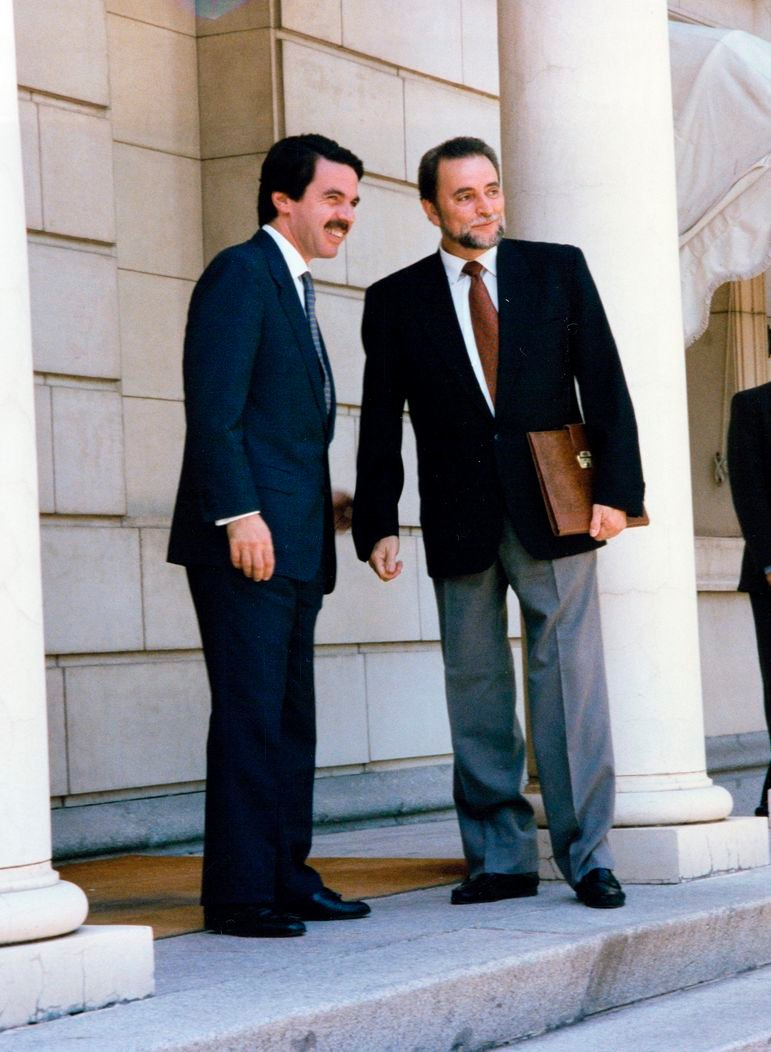
1999年，胡利奥·安吉塔在蒙克洛亞宮与西班牙前首相阿斯纳尔会面

## 扩展阅读
- . 人民出版社. 1983  [2019-02-01]. （原始内容存档于2019-09-01） （中文）.